# Fédération syndicale pour les travailleurs des classes moyennes et de haut niveau
Pour les articles homonymes, voir MHP.
 (décembre 2016).
Si vous disposez d'ouvrages ou d'articles de référence ou si vous connaissez des sites web de qualité traitant du thème abordé ici, merci de compléter l'article en donnant les références utiles à sa vérifiabilité et en les liant à la section « Notes et références ».
La Vakcentrale voor middengroepen en hoger personeel (Vakcentrale MHP - Fédération syndicale pour les travailleurs des classes moyennes et de haut niveau) est une fédération syndicale néerlandaise affiliée à la Confédération européenne des syndicats.